# Carlux
Carlux är en kommun i departementet Dordogne i regionen Nouvelle-Aquitaine i sydvästra Frankrike. Kommunen ligger i kantonen Carlux som tillhör arrondissementet Sarlat-la-Canéda. År 2022 hade Carlux 655 invånare.

## Befolkningsutveckling
Antalet invånare i kommunen Carlux
Referens:INSEE